# Franz Aspelmayr
Franz Aspelmayr (auch: Aspelmeyr, Aspelmayer, Asplmayr, Appelmeyer) (* 2. April 1728 in Linz; † 29. Juli 1786 in Wien) war ein österreichischer Komponist.

## Leben
Der Sohn des Tanzmeisters Johann Aspelmayer erhielt von seinem Vater ersten Violinenunterricht. 1759 erhielt er eine Anstellung als Sekretär und Geiger in der Hofkapelle des Grafen Karl von Morzin, Kapellmeister war Joseph Haydn. Nach Auflösung der Morzinschen Kapelle übernahm Aspelmayr zwischen 1761 und 1763 als Nachfolger von Christoph Willibald Gluck die Tätigkeit des Ballettkomponisten am Kärntnertortheater in Wien, die danach an Florian Leopold Gassmann überging. Nach 1763 blieb Aspelmayr dem Theater als Geiger verbunden und komponierte weitere Ballettmusiken, zum Teil in Zusammenarbeit mit dem französischen Tänzer und Choreografen Jean-Georges Noverre und dessen Nachfolger Gasparo Angiolini.
Im Wiener Musikleben seiner Zeit spielt er eine Rolle als Schöpfer von Divertimenti, Melodramen, Balletten und Singspielen.

## Werke
- Pygmalion, Melodram (verschollen), 1772, Neuvertonung von Pygmalion (Rousseau)
- Die Kinder der Natur, Singspiel, 1780, Text von Leopold Alois Hoffmann
- Der Sturm, Singspiel, 1782
- eine Reihe von Balletten
- ca. 40 Sinfonien
- fünf Divertimenti
- ein Violinkonzert
- sechs Serenaden
- ca. 60 Trios für 2 Violinen und Bass, darunter Six Trios modernes op. 1, Paris, 1761 und Six Trios op. 5 (Paris, 1765)
- 42 Streichquartette, darunter die Six Quatuors concertants op. 2 (Paris, 1769)
- drei Violinsonaten
- Zahlreiche Menuette und andere Tänze